# Estimated time of arrival
Estimated time of arrival (kurz ETA; englisch für voraussichtliche Ankunftszeit) bezeichnet die geschätzte oder berechnete Ankunftszeit eines Verkehrsmittels am Ziel unter den gegebenen Voraussetzungen. Diese wird als Uhrzeit angegeben. Zum Beispiel bedeutet ETA 17:00 eine voraussichtliche Ankunft heute um 17:00 Uhr.

## Ermittlung
Die Zeit wird von den aktuellen Gegebenheiten geschätzt wie der aktuellen Geschwindigkeit und Richtung. Flaut zum Beispiel beim Segeln der Wind ab, kann sich auch die ETA ändern, es sei denn, diese Änderungen wurden bei der Ankunftszeitschätzung schon richtig berücksichtigt.
Die Abschätzung kann recht aufwändig sein, beispielsweise können Wetterveränderungen, verschiedene Streckentypen und damit verbunden verschiedene Geschwindigkeiten und Umwege (Kurven) berücksichtigt sein. ETA-Berechnungen, die von GPS-Geräten durchgeführt werden, sind meist wesentlich einfacher. Sie berücksichtigen in der Regel nur die aktuelle Geschwindigkeit und ihre Route, die lediglich grob angenähert ist.

## Abgrenzung zu verwandten Begriffen
Wenn man die Zeitdauer angeben will, die noch benötigt wird, um das Ziel zu erreichen, verwendet man ETE (estimated time enroute bzw. estimated time elapsed; auch time to go, TTG).
Beispiel: ETE 00:12 bedeutet Ankunft in 12 Minuten, relative Zeitangabe.
Die ATA (actual time of arrival) bezeichnet hingegen die tatsächliche Ankunftszeit eines Verkehrsmittels am Ziel. Sie kann also erst mit oder nach der Ankunft bestimmt werden.

## Verwendung
In der Seefahrt wird dieser Begriff standardmäßig benutzt. Er wird häufig in der Luft- und Raumfahrt verwendet und ist auch in der Fachsprache des englischsprachigen NATO-Militärs und im Rettungsdienst sowie der Polizei gebräuchlich.
ETA hat sich mittlerweile sehr stark verbreitet, vor allem im englischen Sprachraum. Es wird beispielsweise auch für „Fertigungszeiten“ oder die verbleibende Zeit von Wartungsarbeiten genutzt. Vor allem im Internet taucht es immer wieder in Zusammenhang mit Downloadzeiten von Servern und Diensten auf. Dort taucht der Begriff des ETE aber fast nie auf, das heißt, der Begriff des ETA wird – fachsprachlich inkorrekt – für beide Angaben verwendet.